# Dženan Bureković
Dzenan Bureković (Zenica, Sarajevo, Bosnia y Herzegovina, 29 de mayo de 1995) es un futbolista bosnio. Su posición es la de defensa y se encuentra sin equipo.

## Estadísticas

### Clubes
Actualizado al último partido jugado el 31 de octubre de 2021.
| NK Čelik Zenica Bosnia y Herzegovina | 1.ª                 | 2011-12             | 1   | 0 | -  | - | - | - | 1   | 0 | 0.00 |
| NK Čelik Zenica Bosnia y Herzegovina | 1.ª                 | 2012-13             | 5   | 0 | -  | - | - | - | 5   | 0 | 0.00 |
| NK Čelik Zenica Bosnia y Herzegovina | 1.ª                 | 2013-14             | 11  | 0 | 3  | 0 | - | - | 14  | 0 | 0.00 |
| NK Čelik Zenica Bosnia y Herzegovina | 1.ª                 | 2014-15             | 26  | 0 | -  | - | - | - | 26  | 0 | 0.00 |
| NK Čelik Zenica Bosnia y Herzegovina | 1.ª                 | 2015-16             | 26  | 0 | -  | - | - | - | 26  | 0 | 0.00 |
| NK Čelik Zenica Bosnia y Herzegovina | 1.ª                 | 2016-17             | 9   | 0 | -  | - | - | - | 9   | 0 | 0.00 |
| NK Čelik Zenica Bosnia y Herzegovina | Total               | Total               | 78  | 0 | 3  | 0 | 0 | 0 | 81  | 0 | 0.00 |
| Vojvodina Serbia | 1.ª                 | 2016-17             | 1   | 0 | 1  | 0 | - | - | 2   | 0 | 0.00 |
| Vojvodina Serbia | 1.ª                 | 2017-18             | 7   | 0 | 1  | 0 | 2 | 0 | 10  | 0 | 0.00 |
| Vojvodina Serbia | Total               | Total               | 8   | 0 | 2  | 0 | 0 | 2 | 12  | 0 | 0.00 |
| Újpest F. C. · Hungría | 1.ª                 | 2017-18             | 11  | 0 | 7  | 0 | - | - | 18  | 0 | 0.00 |
| Újpest F. C. · Hungría | 1.ª                 | 2018-19             | 28  | 1 | -  | - | 4 | 0 | 32  | 1 | 0.03 |
| Újpest F. C. · Hungría | 1.ª                 | 2019-20             | 27  | 0 | 2  | 0 | - | - | 29  | 0 | 0.00 |
| Újpest F. C. · Hungría | 1.ª                 | 2020-21             | 3   | 0 | -  | - | - | - | 3   | 0 | 0.00 |
| Újpest F. C. · Hungría | Total               | Total               | 69  | 1 | 9  | 0 | 4 | 0 | 82  | 1 | 0.01 |
| Göztepe S. K. Turquía | 1.ª                 | 2020-21             | 19  | 0 | 2  | 0 | - | - | 21  | 0 | 0.00 |
| Göztepe S. K. Turquía | 1.ª                 | 2021-22             | 6   | 0 | -  | - | - | - | 6   | 0 | 0.00 |
| Göztepe S. K. Turquía | Total               | Total               | 25  | 0 | 2  | 0 | 0 | 0 | 27  | 0 | 0.00 |
| Total en su carrera | Total en su carrera | Total en su carrera | 180 | 1 | 16 | 0 | 6 | 0 | 202 | 1 | 0.01 |
| (1) Incluye datos de Copa de Bosnia y Herzegovina, Copa de Serbia, Copa de Hungría y Copa de Turquía. (2) No incluye goles en partidos amistosos. |                     |                     |     |   |    |   |   |   |     |   |      |

## Palmarés

### Títulos nacionales
| Título          | Club      | País    | Año     |
| --------------- | --------- | ------- | ------- |
| Copa de Hungría | Újpest FC | Hungría | 2017-18 |